# التيسير في القراءات السبع
كتاب التيسير في القراءات السبع هو كتاب في علم القراءات، مؤلفه أبو عمرو عثمان بن سعيد الداني توفي (444هـ)، وهو حافظ محقق متقن كما وصفه بذلك الذهبي،  وكتابه التيسير كتاب مختصر جمع فيه ما صح من القراءات القرآنية، واقتصر فيه على روايتين لكل قارئ، وطريق لكل راو، بأسانيده الصحيحة الثابتة في هذه القراءات السبع، ولذلك كان كتابًا معتمدًا عند علماء القراءات، لاختصاره وتميزه. 
والكتاب نال اهتمام الكثير من أهل التخصص، وصار من الكتب التي يحفظها المهتمون بعلم القراءات، ويحرصون على نظمها شعرا، وعلى شرحها في كتب منفصلة، ومن ذلك أن الشاطبي نظم هذا الكتاب في منظومته (حرز الأماني) أو (الشاطبية)، وذلك بعد أن رأى اشتهاره بين الناس، وعناية أهل القراءات به، ورواه جماعة من أهل العلم من أمثال أبي بكر الإشبيلي (575هـ) وأبو عبد الله محمد المجاري الأندلسي (730هـ) بأسانيدهما إلى الداني صاحب التيسير، وهو من كتب الأصول المعتمدة عند ابن الجزري صاحب كتاب النشر، وهو آخر الكتب المهمة في القراءات. 

## سبب التأليف
ذكر في أول كتابه أن سبب التأليف أنه سأله بعضهم أن يؤلف كتابًا، حيث قال: (فإنكم سألتموني - أحسن الله إرشادكم - أن أُصنّف لكم كتابا مختصرا في مذاهب القرّاء السبعة بالأمصار، ما يَقْرُب تناوله، ويسهُل عليكم حفظُه، ويخفُّ عليكم درْسُه، ويتضمّن من الروايات والطرق ما اشتهر وانتشر عند الناقلين، والتالين، وصحّ وثبت عند المتصدّرين من الأئمة المتقدّمين؛ فأجبتكم إلى ما سألتموه، وأعملتُ نفسي في تصنيف ما رغبتموه، وعلى النحو الذي أردتموه).

## موضوعات الكتاب
مذاهب القراء السبعة في المدن المختلفة، يتضمن روايات وطرقا مختلفة عن القراء، يشترط فيها شهرة هذه الروايات والطرق عن الناقلين، وكذلك يعتمد الأسانيد القرآنية الصحيحة الثابتة عن أهل القراءات المتقدمين.

## منهجه في الكتاب
افتتح كتابه بالحمد لله والثناء عليه، ثم بين سبب التأليف، ثم بين أنه كتاب مختصر في قراءات القراء السبع، وأنه اختار قارئا واحدا، ولكل قارئ راويان معتمدان في الكتاب، وجعل كتابه أبوابا: فذكر في أول باب معلومات عن القراء السبعة، وقدم القارئ نافعا، ثم ابن كثير، ثم أبا عمرو، ثم ابن عامر، ثم عاصم، ثم حمزة، ثم الكسائي، ثم ذكر الراويين عن كل إمام، وذكر في الباب الثاني إسناد هؤلاء القراء إلى النبي محمد صلى الله عليه وسلم، وذكر في الباب الثالث إسناده إلى هؤلاء القراء السبعة، ورواتهم، ثم ذكر ما يسمى بالأصول في القراءات وهي القواعد المستمرة في كل القرآن، فذكر باب الاستعاذة ثم البسملة ثم أم القرآن ثم الإدغام بأبوابه ثم هاء الكناية، ثم المد والقصر، ثم الهمزات بأبوابها، ثم باب الإظهار والإدغام، ثم الإمالة بأبوابها، ثم أبواب الوقف على الكلم وعلى رسم المصحف العثماني، ثم ياءات الإضافة، والياءات الزوائد.
ومن منهجه: أن الباب إذا كان طويلا أو فيه تفصيل كثير فإنه يجعله فصولا.
ومن منهجه أيضا: أنه ذكر فرش الحروف، وهي الكلمات المختلف فيها من القراءات في كل القرآن، وهذه إما أن تكون في موضع واحد فقط، أو واردة في كل القرآن، ويرتبها الداني حسب سور القرآن، كما أنه جعل في أواخر كتابه أبوابا وذلك من أول سورة النبأ، فيجمع في كل باب عدة سور، ويذكر في آخر الكتاب باب التكبير على طريقة أهل مكة، ويذكر توجيه القراءات أحيانا، ويذكر الخلاف ولا يحرره ويبين الوجه المختار، ويذكر بعض مسائل علم النحو، وهو قليل الاقتباس من الشعر في كتابه، ولا يعيد الشيء المكرر إلا قليلا، ولم يذكر في كتابه إلا ثلاثة أحاديث، في الاستعاذة والروم في قوله: {الله الذي خلقكم من ضعف} [الروم: 54} وفي باب التكبير، وله مصطلحات خاصة في كتابه، مثل مصطلح (الحرميان) إذا اتفق عبد الله بن كثير المكي ونافع المدني، وإذا اتفق قراء الكوفة سماهم (الكوفيين) ويذكر القراءات بطريقتين: رواية الإسناد على طريقة أهل الحديث، أو على طريقة التلقي والمشافهة عن شيوخه. 

## أهمية الكتاب
نال الكتاب اهتمام الكثير من أهل القرآن، وكان من الكتب التي يحفظها المهتمون بعلم القراءات، ويحرصون على نظمها شعرا، وعلى شرحها في كتب منفصلة، ومن ذلك أن الشاطبي نظم هذا الكتاب في منظومته (حرز الأماني) أو (الشاطبية) وذلك بعد أن رأى اشتهاره بين الناس، وعناية أهل القراءات به، ورواه جماعة من أهل العلم من أمثال أبي بكر الإشبيلي (575هـ) وأبو عبد الله محمد المجاري الأندلسي (730هـ) بأسانيدهما إلى الداني صاحب التيسير، وهو من كتب الأصول المعتمدة عند ابن الجزري صاحب كتاب النشر، وهو آخر الكتب المهمة في القراءات. 

## طبعات الكتاب
طبع هذا الكتاب طبعات كثيرة، منها
1. طبعة بمكتبة دار الأندلس للنشر والتوزيع، بعنوان دراسة وتحقيق لكتاب التيسير في القراءات السبع (أصل الشاطبية) للإمام أبي عمرو عثمان بن سعيد الداني الأندلسي، إعداد وتأليف: د. خلف بن حمود بن سالم الشغدلي، دار الأندلس – حائل – المملكة العربية السعودية، عام 2015م.
2. التيسير في القراءات السبع، لأبي عمرو الداني، تحقيق الأستاذ الدكتور حاتم صالح الضامن، مكتبة الصحابة، مكتبة التابعين، عام 2008م.
3. التيسير في القراءات السبع، تحقيق فريد محمد بن عزوز، طبعة دار ابن كثير – بيروت، عام 2016م.
4. التيسير في القراءات السبع، تحقيق أوتو يرتزل، طبعة دار الكتاب العربي – بيروت، عام 1984م، وهي طبعة قديمة، لكنها مليئة بالأخطاء والتصحيفات.